# Тейлорсвіль (Юта)
Тейлорсвіль (англ. Taylorsville) — місто (англ. city) в США, в окрузі Солт-Лейк штату Юта. Населення — 60 448 осіб (2020). Названо на честь Джона Тейлора.

## Географія
Тейлорсвіль розташований за координатами 40°39′25″ пн. ш. 111°56′58″ зх. д. / 40.65694° пн. ш. 111.94944° зх. д. (40.656955, -111.949344).  За даними Бюро перепису населення США в 2010 році місто мало площу 28,10 км², уся площа — суходіл.

## Демографія
Згідно з переписом 2010 року, у місті мешкали 58 652 особи в 19 761 домогосподарстві у складі 14 487 родин. Густота населення становила 2088 осіб/км².  Було 20671 помешкання (736/км²).
Расовий склад населення:
| - 78,2 % — білих - 3,9 % — азіатів - 2,2 % — вихідців з тихоокеанських островів - 1,9 % — чорних або афроамериканців - 1,0 % — корінних американців - 9,4 % — осіб інших рас |

До двох чи більше рас належало 3,4 %. Частка іспаномовних становила 18,6 % від усіх жителів.
За віковим діапазоном населення розподілялося таким чином: 27,4 % — особи молодші 18 років, 63,5 % — особи у віці 18—64 років, 9,1 % — особи у віці 65 років та старші. Медіана віку мешканця становила 31,4 року. На 100 осіб жіночої статі у місті припадало 98,1 чоловіків;  на 100 жінок у віці від 18 років та старших — 95,7 чоловіків також старших 18 років.
Середній дохід на одне домашнє господарство  становив 70 080 доларів США (медіана — 58 524), а середній дохід на одну сім'ю — 77 143 долари (медіана — 65 024). Медіана доходів становила 42 420 доларів для чоловіків та 33 823 долари для жінок. За межею бідності перебувало 11,3 % осіб, у тому числі 15,3 % дітей у віці до 18 років та 6,4 % осіб у віці 65 років та старших.
Цивільне працевлаштоване населення становило 30 996 осіб. Основні галузі зайнятості: освіта, охорона здоров'я та соціальна допомога — 15,8 %, науковці, спеціалісти, менеджери — 13,0 %, роздрібна торгівля — 12,6 %.